# Wing Chun

Bruce Lee var en utövare av wing chun, vilket han ses utöva här med Ye Wen.

Wing chun (WC) (traditionell kinesiska: 詠春(拳), förenklad kinesiska: 咏春(拳) pinyin: Yǒngchūn (quán), Wade-Giles: Yongch'un (ch'üen)) är en sydkinesisk kung fu-stil. Det är ett aggressivt system för självförsvar med fokus på snabbhet, effektivitet och balans.

## Historia
Stormästaren Ip Man, som flyttade till Hongkong 1948 var den förste som lärde ut Wing Chun till allmänheten, och etablerade den i sin nuvarande form, och spred många av de klassiska legenderna. Stormästaren Ip Chun är Ip Mans son, också verksam i Hongkong och en av de senare tongivande inom Wing Chun, och den som sökt efter mer historiska fakta om konstens ursprung. En man vid Cheung Ng, som studerade vid Shaolintemplet innan det förstördes, har bekräftats vara en historiskt existerande person och en viktig person för spridningen av Wing Chun. Efter templet förstördes, sökte Cheung Ng skydd hos olika familjer samtidigt som han lärde ut Wing Chun till hemliga rebellgrupper mot Mancherna. 

## Systemets utformning och dess principer
Wing chun består av ett litet antal tekniker som är uppbyggda för kunna användas i kombination med varandra. Det är en typisk "kontringsstil"; wing chun-utövaren reagerar på en attack och kontrar denna med en motattack.

### Balans och energi
Ett grundkoncept i wing chun är att behålla balansen och spara energi. Av denna anledning är det sällsynt med hopp, fallteknik eller andra större rörelser. Attackerna är utformade så att balans bibehålles även om den angripne undviker eller blockerar dem. Grundställningen är relativt hög och utövaren håller kroppen avslappnad i rörelser och attacker. Fotarbete är viktigt för att hålla sig nära motståndaren och rätt vinkel till hans centrumlinje.

### Centerlinje
Wing chun lägger stort fokus på människans centerlinje. Denna linje är lodrät och löper rakt ner från hjässa till skrev. Linjen passerar känsliga punkter som ansikte, hals, solarplexus och könsorgan. Attacker riktas mot motståndarens centerlinje samtidigt som utövaren skyddar och försvarar sin egen.

### Slag
Karaktäristiskt för wing chun är snabba, raka slag utan föregående ansats bakåt, genomförda så de skyddar den slåendes kropp och därför även kan användas som kontring och blockering av en inkommande attack. Slagen kan utföras i följd och avlösa varandra i mycket snabb takt.
Förutom knytnävsslag finns handflatsslag, fingerstick och slag med armbåge (cup sau).

### Sparkar
Sparkar i wing chun är ofta låga och riktade mot knä eller skrev. Hypotesen är att en låg spark träffar sitt mål tidigare än en hög, kräver mindre energi och påverkar balansen mindre.

### Vapen
I wing chun används i huvudsak två vapen, fjärilssvärden och långstaven.
Fjärilssvärdet, baat cham dao, är ett kort, brett svärd med parerskydd (se bild). De används ofta i par. Träning med svärden stärker handlederna vilket också är viktigt när utövaren är vapenlös.
Långstaven, även kallad drakstav, är en rak mycket lång stav som används för att träna upp styrkan i armar, axlar och en stabil ställning.

### Inre energi
I vissa wing chun system, exempelvis hos WCAA-Sweden  förekommer teorier om inre energi eller bioenergi.

### Former
En form är en serie rörelser som utförs i en bestämd följd. Formerna kan tränas av en ensam utövare och består av vanligt förekommande tekniker. Genom upprepad repetition av former blir utövaren bekväm i rörelserna och utvecklar muskelminne för dessa.
I wing chun finns tre grundläggande vapenlösa former. Utöver det finns former för knivar, stav och andra specialformer.
| 小念頭 | Siu Nim Tao/Siu Lim Tao/Sil Lum Tao | Den första och viktigaste formen. Utövaren står stilla i en av wing chuns grundpositioner och gör tekniker endast med armarna. Målet är att lära sig korrekta vinklar för varje teknik och hur energi genereras. Mentalt lär den första formen ut koncentration, att kunna fokusera enbart på rörelserna i formen och rensa sinnet från andra störande tankar.              |  |
| 尋橋   | Chum Kiu                            | I den andra formen, chum kiu, börjar utövaren att röra på sig och fotarbete och sparkar introduceras. Målet är att hitta den bästa vinkeln och positionen för att attackera motståndaren. Andra formen lär ut hur grundställning, höft, axlar och armbågar jobbar tillsammans för att ge maximal kraft, samt fotarbete för att bryta motståndarens struktur och balans.     |  |
| 鏢指   | Biu Tze/Biu Ji                      | Den tredje formen, biu tze också benämnd biu ji, är den mest avancerade av wing chuns traditionella former. Den lär ut hur utövaren skall komma ur en dålig position och återta kontrollen. Eftersom den genom historien har lärts ut väldigt restriktivt har den har en aura av mystik runt sig. Den tredje formen introducerar även slag med fingrarna mot ögon och hals. |  |

### Chi sao
Chi sao är en partnerövning karakteristisk för wing chun för att träna på att reagera instinktivt. Två personer står framför varandra med bägge underarmarna i kontakt med partnerns underarmar. Båda personerna rör därefter armarna i runda rullande rörelser. Härifrån kan man sedan försöka attackera sin partner genom att komma förbi hans händer med sin attack. Man kan träna chi sao helt fritt där bägge partnerna försöker attackera och försvara sig bäst de kan, eller med förutbestämda attacker och försvar.
Tanken med chi sao är att det är själva trycket man känner från motståndarens armar på sina egna armar som skall styra reaktionerna. Det går därför utmärkt att utföra chi sao med slutna eller förbundna ögon.
Det finns även en övning med benen som liknar chi sao, som heter chi gerk.

## Organisationer och stavningar
Det finns ett flertal separata organisationer inom wing chun med rötter hos olika lärare. De skiljer sig ofta med att stava stilens namn på olika sätt, såsom Ving Tsun (enligt VTAA org. i HK), Yong Chun (enligt mandarin Putonghua standard), Wing Cheun (enligt Yale Cantonese Spelling), Wing Tsun, Ving Tchun, Wing Tzun och liknande. Genom tiderna har det pågått en politisk kamp där olika mästare och organisationer framställer sig som den enda rätta tolkningen av stilen och det råder ofta en skarp rivalitet mellan de olika grenarna. Träningen varierar något i olika traditioner; dels har olika lärare egna personliga tolkningar av stilen, dels kan deras egen lärare ha varierat sin undervisning under tidens lopp. Detta är en av wingchun-systemets centrala principer om att systemet skall vara personanpassat beroende av till exempel kroppsbyggnad, detta gäller speciellt när man har kommit till Sifu eller avancerad nivå.